# Henriette Blumenau
Henriette Blumenau (* 1987 in Halle (Saale)) ist eine deutsche Theaterschauspielerin.

## Leben
Blumenau studierte von 2007 bis 2011 Schauspiel am Max-Reinhardt-Seminar in Wien. Noch während ihres Studiums wirkte sie an Produktionen am Wiener Burgtheater, am Schlosstheater Schönbrunn und am Schauspiel Frankfurt mit. Von 2010 bis 2012 zählte sie zum Ensemble des STUDIO am Schauspiel Frankfurt, von 2012 bis 2015 war sie am Konzerttheater Bern tätig. 
Seit der Spielzeit 2015/16 ist Henriette Blumenau festes Ensemblemitglied des Grazer Schauspielhauses, wo sie in zahlreichen Produktionen mitwirkte. Ihre Stimmlage ist Mezzosopran.